# آق‌گنبذ
آق‌گنبذ (به لاتین: Aq Gonbaz) یک منطقهٔ مسکونی در افغانستان است که در ولایت سمنگان واقع شده‌است.